# Zdzięsławice
Zdzięsławice (do 2010 Zdziesławice) – wieś w Polsce położona w województwie małopolskim, w powiecie krakowskim, w gminie Michałowice.
W latach 1975–1998 miejscowość należała administracyjnie do województwa krakowskiego.
Miejscowość znajduje się na odnowionej trasie Małopolskiej Drogi św. Jakuba z Sandomierza do Tyńca, która to jest odzwierciedleniem dawnej średniowiecznej drogi do Santiago de Compostela.

## Historia
Pierwsza wzmianka na temat wsi pochodzi z 1374 roku. Nazwa wsi jest patronimiczna i pochodzi od osoby o imieniu Zdzisław lub Zdziesław. Wieś występuje w źródłach również jako: Zdziesławicze, Zdziesławice, Dziesławice. 
W 1396 roku Spytek z Melsztyna, wojewoda i starosta krakowski, wyznaczył granice wsi Raciborowice i Zdziesławice, w związku ze sporem kapituły krakowskiej z Deresławem i Florianem oraz ich matką – dziedzicami Zdziesławic.
W średniowieczu granice Zdzięsławic wyznaczały narożne kopce ziemne. W wieku XV właścicielem wsi był rycerz Jan herbu Gryf. Wtedy wieś miała łany kmiece, zagrody, karczmy, a z folwarku dziesięcina była płacona kościołowi w Więcławicach. W 1581 r. właścicielem Zdzięsławic był kanonik krakowski.
Przez Zdzięsławice z Księżniczek do Więcławic, na Sieborowice szedł ważny trakt publiczny z Krakowa do Wielkopolski i Prus. Do zaborów wieś należała do powiatu krakowskiego, potem do miechowskiego. W 1791 r. wieś ma 14 domów, w tym dwór. Zamieszkuje wówczas Zdzięsławice 87 mieszkańców. Dla porównania sąsiednie Więcławice mają wówczas 29 domów i 174 mieszkańców. Zdzięsławice znajdowały się w zaborze rosyjskim i były miejscowością graniczną.
Własność duchowną zniesiono dopiero w latach 1817–1819.